# 수요의 소득에 의한 탄성
수요의 소득에 의한 탄성(需要의 所得에 의한 彈性, Income elasticity of demand)은 경제학에서 소비자 소득의 변화 대비 제품 수요량의 반응이다. 소득 변화의 백분율 대비 양적 백분율 변화 비율로 측정된다. 스미스씨 소득이 10% 증가한다면 베이컨을 20% 더 구매하게 만들며 스미스의 베이컨 수요 탄성은 20%/10%, 즉 2가 된다.

## 수학적 정의
{\displaystyle \epsilon _{d}={\frac {\%\ {\mbox{change in quantity demanded}}}{\%\ {\mbox{change in income}}}}}

## 같이 보기
- 교차탄력성
- 수요의 가격 탄력성
- 공급의 가격 탄력성

## 참고 자료
- Bordley; McDonald (1993). “Estimating Aggregate Automotive Income Elasticities From the Population Income-Share Elasticity”. 《Journal of Business and Economic Statistics》.
- Perloff, J. (2008). 《Microeconomics Theory & Applications with Calculus》. Pearson. ISBN 978-0-321-27794-7.
- Samuelson; Nordhaus (2001). 《Microeconomics》 17판. McGraw-Hill.
- Frank, Robert (2008). 《Microeconomics and Behavior》 7판. McGraw-Hill. ISBN 978-0-07-126349-8.